# Голям Персенк
Голям Персенк (2091) е красив пирамидален връх, най-високият в Родопския дял Чернатица. На юг по билото е свързан с връх Мечкарски камък (1951), а на североизток - с връх Малък Персенк (2074), от който го отделя седловината Мезаргидик (Гробен проход). Върхът е покрит с гъсти иглолистни гори и е труднодостъпен.
Думата ПЕРСЕНК е с турско-персийски произход. В превод от турски език Persenk означава ПРЕГРАДА, ПРЕЧКА, ПРЕПЯТСТВИЕ.
Представлява съществително име, с което се назовава материален обект. Едноосновен топоним, отразяващ вида, формата, размерите на местност в Родопите.
Персенк е заемка в съвременния български език, без да е съставна част от съвременната лексика. Явява се резултат от помохамеданчването (ислямизацията) на местното население.
В следствие на процеси, характеризиращи се с мащабни промени от разнообразно естество, и протичащи в различни части на Османската империя, споменатото значение на думата е почти изчезнало или силно ограничено. Среща се в местни говори (диалекти).
Обяснението на наименованието Персенк е развито след появата на турския онлайн тълковен речник ile ilgili и посоченото в него значение на думата, въз основа на личен опит и преживявания, при сравнение с предишни изследвания, както и на базата на общоизвестни факти, обстоятелства и събития, обхващащи широк времеви период – от раждането на Христос до наши дни. 
Сигурно Перилик е повлякъл крак, защото малко след намиране на значението му посетих сайта на турския онлайн речник ile ilgili. На него открих неизвестно досега местно значение на думата персенк като „преграда, пречка, препятствие“.
Persenk nedir ne demek
Persenk nedir Persenk; kökeni farsça dilinden gelmektedir. Yerel Türkçe anlamı: Engel. 
Kaynak: https://nedir.ileilgili.org/nedemek/persenk
В дисертацията на Ани Добрева на тема иранизмите в българския език такава дума няма. Направих справка и с книгата на д-р Хаджар Фиюзи „Персийски думи в българския език“. Такава дума като Персенк липсваше.
ПЪТИЩА ЗА НИКЪДЕ
Споменахме, че в южното подножие на рида Пресенк, от Мезар Гидик в източна посока към сравнително равната местност Кабата води добре запазен римски път. Около Кабата той се губи. Няма продължение под формата на черен път или трасе. Защо им е трябвало на практичните римляни да строят път за никъде?
Близо до най-високата и трудна за преодоляване част на Троянския проход - Виа Траяна, има сравнително равно място на име Беклемето. Преведено от турски – място за изчакване. По протежение на целия този високопланински проход и днес могат да се разпознаят няколко места за спиране, изчакване. Такива места за изчакване пътните инженери преди 2 000 години са предвиждали там, където местността в района на прохода позволява. Такова е равното било на прохода Траянови врата, на което днес е издигнат паметник в чест на победата на Цар Самуил над Василий II, заслужено наречен по-късно българоубиец. Подобно е мястото във Върбишкия проход, където Никифор заплаща скъпо и прескъпо за лукса да пренощува на недобре защитена местност насред планината. Крум унищожава грабителите на Плиска, а главата на императора става обект на варварски обичай. И така нататък. Такова място се е явявала Кабата за преминаващите Мезар гидик по-многочислени колони, както и в лошо време. Към тази местност води споменатият вече римски „път за никъде“.
И БЕКЛЕМЕТО НОМЕР ДВЕ
        Хижа „Персенк“ е разположена в местността „Чадъра“, северно от прохода Мезар гидик, на централния презродопски път. Да не вземе някой да търси там чадъри? Няма смисъл.
За запознатите с турската лексика нещата са почти ясни. За останалите с цел внасяне на повече яснота ще трябва да се обърнем към народния израз „Къш от чадъра!“  Така най-общо се изразява пренебрежително отношение към лица в подчинено или непривилегировано положение, които е трябвало да „стоят на слънце“.
Така че можем да заключим, че местността „Чадъра“ има характеристики, сходни с тези на „Беклемето“ на Троянския проход.
                           НАПРЕД ВЪВ ВРЕМЕТО
        Освен в случаите когато са ставали чудеса, законите на физиката са същите, както и преди 2 000 години.  Правим справка с нашия Държавен вестник брой 7 от 19.01.2018 г. и разглеждаме Наредба № РД-02-20-2/20.12.2017 г. на Министерството на регионалното развитие и благоустройството. Тя касае планирането и проектирането на комуникационно-транспортната система на урбанизираните територии.  Посочват се нормите, които се спазват например за максималния наклон при изграждане на гаражни рампи. Откритите външни гаражни рампи трябва да бъдат с надлъжен наклон максимум 10 % (около 6 градуса). Т.е. за кратък открит участък и то в градски условия наклонът не трябва да превишава този процент.
След това измерваме наклона в района на високопланинския проход Мезар гидик. Вниманието ни е насочено основно към северната му част с дължина около 1.5 км. Преобладаващият надлъжен наклон е около 12 %, като в най-малко три участъка с дължина около 100 м е над 12 %.
        Сега да видим как стоят нещата с настилката. Пътят е постлан с каменни плочи в комбинация с големи павета. Широчината му е около 2 м – колкото е необходимо за товарна кола или колесница. Изсечен е в скалист склон и уширения за разминаване няма. 
        Споменатата северна част на Прохода е прокарана по източния склон на стръмно, дълбоко дере.
        Към изброените особености следва да  се добави северно изложение и надморска височина 1750 – 1900 м.
С какво можем да направим сравнение в днешно време? Например с усойните места  в съседната родопска Букова планина, в която е разположен курортния комплекс „Пампорово“. При навлизане по пътищата в комплекса ни посреща пътен знак, указващ надлъжен наклон 12 % (около 7 градуса). Тогава какво можем да заключим? Ако посоченият северен участък на Мезар гидик  е бил преодолим макар и трудно в лошо време за пешеходци, конници или колесници, то за товарни коли си е истински мор!
                        ГОЛЯМАТА СТЕНА – ОБРАЗ И ПРЕПЯТСТВИЕ
        Съвременните разбирания за живот и движение се разминават сериозно с философията (или даденостите) на древните. Тогава населението се е разпределяло по-равномерно в равнината и планината, пътищата са били изграждани по правило със стремеж към билото, движението е ставало по-бавно, коли с впрегатен добитък са минавали оттам, откъдето сега казват, че можело да се мине само с муле и пр. За последните стотина години се е оформил комплекс от фактори, който малко или много пречи да добием що-годе реална представа за това каква е била обстановката в средния участък на централния родопски път. Днес пътник в автомобил потегля от Пловдив, навлиза в Родопите през Асеновград и се движи по долината на реката чак до Пампорово, където стига след около два-три часа. Оттам започва да се спуска към Смолян. Едва тогава, след дългото дефиле и ако не бърза, може да се наслади на красотата на планината. Гледайки високите върхове мнозина, израснали в съвременни градски условия  в равнината, бързат да се приберат на топло в автомобил, хотел или хижа. Слушал съм да  задават въпроса какво са търсили и как са се справяли древните из тези места през зимата. Не могат да си представят, че предците ни не просто са живели, но са и творили. Както дейците на средновековната Аджарска книжовна школа на мястото на днешното с. Свежен близо до билото на Средна гора.
По римско време, както и по турско, товарна кола потегля от същото място – Филипополис (Филибе), и като подминава днешната хижа Здравец (Юрук алан) излиза на билото на рида Чернатица (Кара Балкан) след около два-три дена. Пред пътниците се открива море от била и върхове, което ги съпровожда с дни през целия им път. А идващите обратно, от Беломорието, и пътуващи на север през Родопите с наближаването на днешното Забърдо (старо име Чукуркьой – село в дупка, яма) са виждали нагоре пред себе си полугола скална преграда – рида Персенк. Може да са я виждали и от по-далечно високо и огледно място - от района на днешната хижа Изгрев или при хубаво време от околностите на Мечи чал, основни пунктове на римския Централен родопски път.
Приближаващите Персенк от север пък са го виждали от различни места преди и след преминаване подножието на връх Модър.
Понастоящем това обстоятелство трудно може да бъде онагледено, тъй като споменатият участък преминава през гориста местност.  Но по онова време…?
Трябва да е бил впечатляваща гледка този гол рид Персенк!
В днешно време такава картина трудно може да бъде възпроизведена. Каква е причината?
Причината са грандиозните за времето си постижения от работата на залесителните комисии, създадени през трийсетте години на миналия век в България. Тогава са започнали да се покриват с гора голите склонове на Родопите. Да не говорим за по-късен период, около 1960  година, когато масовото залесяване на региона, както и в цяла България достига своя връх с площи, непостижими в съвременни условия. Само за посочената година са залесени над 900 000 дка! За да стигнем и до днешно време, когато това небивало усилие на народа ни е потънало в забрава и дори не се намира кой да го признае.
Ето, по тази причина впечатляващата тогава гледка на голия рид Персенк не може да бъде възпроизведена днес.
За отбелязване е, че име подобно на Персенк - като препятствие, преграда и пр., може да се открие по аналогия в съседство на село Забърдо. Това е крепостта Заград.
        Някой може да възрази, че в Родопите съществуват и други местности, които наподобяват стена – например Червената стена, Загражден и др. Така е. Оттам обаче не минават първостепенни пътища. А тук на по-тежките колони от товарни коли се е налагало да преодоляват препятствие във високопланински условия. Нещо повече – за да успеят да стигнат живи и здрави съответния край на прохода през рида Персенк е трябвало да се подчинят на това, което сега наричаме временна регулация на движението в една посока – изчакване и придвижване в колона, а в лошо време - по единично. Затова освен образ преградата Персенк е имала реални физически измерения на сериозно препятствие.

## Други
На върха е наречена улица „Персенк“ в квартал „Лозенец“ в София (Карта).
1. ↑  Каров, Петър. Перилик и Персенк с Мезар Гидик.   Пловдив, 2024. ISBN 978-619-7751-21-5. с. 27 - 48.